# Quintanabaldo
Quintanabaldo es una localidad del municipio burgalés de Merindad de Valdeporres, en la comunidad autónoma de Castilla y León.
La iglesia está dedicada a La Asunción de Nuestra Señora.

## Localidades limítrofes
Confina con las siguientes localidades:
- Al sureste con Villavés y Puentedey.
- Al suroeste con Villabáscones de Bezana.
- Al oeste con Argomedo.
- Al noroeste con San Martín de las Ollas y Santelices.

## Demografía
Evolución de la población
| Gráfica de evolución demográfica de Quintanabaldo entre 2000 y 2019 |
|                                                                     |
| Población de derecho (2000-2019) según el padrón municipal del INE  |

## Historia
Así se describe a Quintanabaldo en el tomo XIII del Diccionario geográfico-estadístico-histórico de España y sus posesiones de Ultramar, obra impulsada por Pascual Madoz a mediados del siglo XIX:

Lugar en la provincia, diócesis, audiencia territorial y capitanía general de Burgos (14 ½ leguas), partido judicial de Villarcayo (2 ½), y ayuntamiento denominado de la junta de Puente-dei (1/2). Situado la mayor parte sobre una peña a la izquierda del río Nela, y la otra al pie de una cuesta a la confluencia de aquel y el llamado Sahún; goza de una temperatura fría; reinan los vientos N y O, y las enfermedades que comúnmente se padecen son las pulmonías y fiebres catarrales. Tiene 13 casas; iglesia parroquial (La Asunción) servida por un cura párroco y un sacristán, y un cementerio contiguo a la misma; los vecinos se surten para beber y demás usos de las aguas del mencionado río Nela, que son de buena calidad. El término linda N Santelices; E Puente-dei; S Villaves, y O Villavascones. Su terreno es todo de secano y de ínfima clase; hay 2 montes conocidos con los nombres de El Ladrero y la Rasa, poblados de hayas, encinas y robles. Los citados ríos Nela y el Sahún corren en dirección de O a E, uniéndose el segundo al primero, el cual va a morir al Ebro; sobre cada uno de aquellos existe un puente de madera que facilita su paso. Los caminos se hallan en bastante mal estado y dirigen a los pueblos confinantes, y la correspondencia se recibe de la capital del partido. Producciones: trigo, centeno, legumbres, maíz, lino y patatas, de todo en corta cantidad; cría ganado lanar, vacuno, cabrío y de cerda; caza de liebres, perdices y codornices, y pesca de truchas, anguilas y barbos. Industria: la agrícola. Población: 10 vecinos, 41 almas. Capital productivo: 7.200 reales. Imponible: 391.
Diccionario geográfico-estadístico-histórico de España y sus posesiones de Ultramar